# Eva Marie Saint
Eva Marie Saint (Newark, New Jersey, 4. srpnja 1924.) američka je filmska, televizijska, radijska i kazališna glumica, dobitnica Oscara za najbolju sporednu glumicu (1954. godine).

## Životopis
Eva Marie Saint je rođena u Newarku. Nakon završene srednje škole, studirala je glumu na univerzitetu Bowling Green State. Slijedile su uloge na Broadwayju, radiju i televiziji, sve do filmskog debija 1954. u filmu Na dokovima New Yorka. Film je osvojio čak 8 Oscara, uključujući one za najbolji film, glavnog glumca (Marlon Brando), a Saint je debitantski nastup okrunila Oscarom za najbolju sporednu glumicu. Istodobno je dobivala brojna priznanja za njen kazališni i televizijski rad, posebno za TV mjuzikl "Our Town" s Paulom Newmanom i Frankom Sinatrom, te je zaradila usporedbe s velikom glumicom Helen Hayes.
Slijedili su filmovi A Hatful of Rain i Okrug Raintree (oba iz 1957. godine). U Okrugu Raintree, spektaklu o Američkom građanskom ratu, nastupila je uz zvijezde Elizabeth Taylor i Montgomeryja Clifta.
Možda i najpoznatija uloga Eve Marie Saint došla je 1959. godine, kada ju je veliki Alfred Hitchcock odabrao za svoj novi film. Triler Sjever-sjeverozapad je bio veliki hit kod publike i kritike, čemu su uvelike doprinijeli i glumci Cary Grant, James Mason te Saint, koja je maestralno odigrala ulogu "fatalne žene". Hitchcock je inzistirao da se Saint, koja je do tada bila poznata po svojoj bujnoj dugoj kosi, ošiša za ulogu tajne agentice Eve, kako bi se bolje uklopila u ulogu. Također je vježbala promjenu boje glasa, koji je trebao biti dublji i hrapaviji. 
Eva Marie Saint je, na vrhuncu popularnosti, odlučila malo "usporiti" filmsku karijeru, kako bi se mogla posvetiti suprugu i djeci. Od značajnih uloga mogu se spomenuti one u Israel Exodusu (1960., ponovo s Paulom Newmanom), All Fall Down (1962., s Warrenom Beattyjem, Karlom Maldenom i Angelom Lansbury), The Sandpiperu (1965., redatelj Vincente Minnelli, glumci Elizabeth Taylor, Richard Burton i Charles Bronson), kao i u filmovima The Russians Are Coming, The Russians Are Coming i Grand Prix (oba iz 1966. godine).
Saint se pojavila u brojnim televizijskim serijama, kao što su "Taksi", "Slučajni partneri", "Frasier", te u nekoliko filmova, od kojih je posljednji Superman: Povratak iz 2006. godine.
Godine 1990. Saint je dobila nagradu Emmy za ulogu u TV filmu People Like Us. Danas živi u Santa Monici, sa suprugom Jeffreyjem Haydenom, s kojim je u braku od 1951. godine.

## Vanjske poveznice
- Eva Marie Saint u internetskoj bazi filmova IMDb-u (engl.)